# Mbomou
Mbomou – jedna ze źródłowych rzek Ubangi; długość około 800 km; źródła na wyżynie Azande; płynie wzdłuż granicy Demokratycznej Republiki Konga i Republiki Środkowoafrykańskiej aż do połączenia z Uele w pobliżu miast Yakoma i Kemba.